# 1661

## Събития
- 30 януари – Точно 12 години след екзекуцията на английския крал Чарлз I (1600 – 1649) тялото на Оливър Кромуел e ексхумирано и подложено на ритуална посмъртна екзекуция. Главата му е закачена на кол пред Уестминстърското абатство, където остава до 1685, а е погребана едва през 1960.
- 5 февруари – Император Шунчжъ от китайската династия Цин умира и е наследен от своя син, император Канси.
- 23 април – Чарлз II, крал на Англия, Шотландия и Ирландия е коронован в Уестминстърското абатство. Това е втората му коронация.
- Край на холандското управление в Тайван.
- Англия получава Бомбай като зестра на португалската инфанта Катарина де Браганца, която се омъжва за Чарлз II.
- Първите банкноти са отпечатани в Стокхолм, Швеция.

## Родени
- Гийом Франсоа дьо Лопитал, френски математик
- Мари Анжелик дьо Фонтанж, френска благородничка
- 30 януари – Шарл Ролен, френски историк и педагог († 1741 г.)
- 16 април – Чарлз Монтагю, първи граф на Халифакс, английски политик и поет († 1715 г.)
- 25 май – Клод Бюфиер, френски философ и историк († 1737 г.)
- 9 юни – Фьодор III Алексеевич, цар на Русия († 1682 г.)
- 20 юли – Пиер Льо Мойн д'Ибервил, френски основател на колонията в Луизиана, САЩ († 1706 г.)
- 2 септември – Георг Бьом, германски композитор
- 11 октомври – Мелхиор дьо Полиняк, френски дипломат, римокатолически кардинал († 1742 г.)
- 4 ноември – Карл III Филип, курфюрст († 1742 г.)
- 6 ноември – Карлос II „Омагьосаният“, испански крал († 1700 г.)
- 18 декември – Кристофер Полхем, шведски учен и изобретател

## Починали
- 5 февруари – Шунчжъ, китайски император (р. 1638 г.)
- 9 март – Мазарини, френски кардинал (р. 1602 г.)
- 27 май – Арчибалд Кемпбъл, 1-ви маркиз Аргайл, фактически оглавявал правителството на Шотландия по време на Английската революция (обезглавен) (р. 1607 г.)
- 16 август – Томас Фулър, английски историк (р. 1608 г.)
- 4 октомври – Жаклин Паскал, френско дете-чудо, сестра на Блез Паскал (р. 1625 г.)
- 28 октомври – Агюстин Морето и Кавана, испански драматург (р. 1618 г.)
- 29 декември – Антоан Жерар дьо Сент-Аман, френски поет (р. 1594 г.)